# Frontières du Zimbabwe

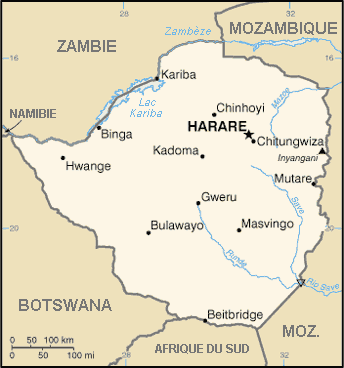
Carte du Zimbabwe, mettant en évidence ses frontières terrestres avec les pays voisins.

Cet article recense les frontières du Zimbabwe.

## Frontières

### Frontières terrestres
Le Zimbabwe partage des frontières terrestres avec 4 pays : l'Afrique du Sud, le Botswana, le Mozambique et la Zambie pour un total de 3 066 km. 

### Récapitulatif
Le tableau suivant récapitule l'ensemble des frontières du Zimbabwe :
| Pays           | Terre (km) | Mer (km) | Total (km) | Notes |
| -------------- | ---------- | -------- | ---------- | ----- |
| Afrique du Sud | 230        | -        | 230        |       |
| Botswana       | 834        | -        | 834        |       |
| Mozambique     | 1 402      | -        | 1 402      |       |
| Zambie         | 763        | -        | 763        |       |
| Total          | 3229       | 0        | 3229       |       |

### Articles liés
- Liste des frontières internationales